# Административно-территориальная единица с особым статусом
Административно-территориальная единица с особым статусом  — территория бывшего субъекта Российской Федерации, утратившая статус такового при объединении с другим субъектом РФ; столица республики и административные центры иного субъекта РФ и прочие административно-территориальные единицы.

## Административно-территориальные единицы с особым статусом как бывшие субъекты РФ
Административно-территориальные единицы с особым статусом составляют бывшие автономные округа, вошедшие в состав объединённого субъекта РФ. Им посвящается отдельное регулирование в уставе субъекта РФ, отражающее гарантии их особого положения в целом и в бюджетной сфере, представительство в законодательном органе власти субъекта (то есть избрание депутатов от данной территории), возможность специального органа исполнительной власти субъекта РФ, занимающегося делами округа, особый порядок решения вопросов территории и границ округа.
| Субъект РФ         | Административно-территориальная единица с особым статусом | Бывший субъект РФ                              | Дата образования АТЕ с особым статусом | Органы власти | Документы |
| ------------------ | --------------------------------------------------------- | ---------------------------------------------- | -------------------------------------- | --- | --- |
| Забайкальский край | Агинский Бурятский округ                                  | Агинский Бурятский автономный округ            | 01.03.2008                             | Администрация Агинского Бурятского округа, Собрание представителей Агинского Бурятского округа | Законы об образовании нового субъекта РФ Забайкальского края, об особом статусе округа                                     |
| Иркутская область  | Усть-Ордынский Бурятский округ                            | Усть-Ордынский Бурятский автономный округ      | 01.01.2008                             | Администрация Усть-Ордынского Бурятского округа, Совет по делам Усть-Ордынского Бурятского округа | Законы об образовании нового субъекта РФ Иркутской области, об особом статусе округа                                       |
| Камчатский край    | Корякский округ                                           | Корякский автономный округ                     | 01.07.2007                             | Министерство по делам местного самоуправления и развитию Корякского округа | Закон об образовании нового субъекта РФ Камчатского края                                                                   |
| Красноярский край  | Таймырский Долгано-Ненецкий район                         | Таймырский (Долгано-Ненецкий) автономный округ | 01.01.2007                             | Совет представителей Таймырского Долгано-Ненецкого и Эвенкийского районов при Губернаторе Красноярского края, Администрация Таймырского Долгано-Ненецкого района, Таймырский Долгано-Ненецкий районный Совет депутатов | Законы об образовании нового субъекта РФ Красноярского края, об административно-территориальных единицах с особым статусом |
| Красноярский край  | Эвенкийский район                                         | Эвенкийский автономный округ                   | 01.01.2007                             | Совет представителей Таймырского Долгано-Ненецкого и Эвенкийского районов при Губернаторе Красноярского края, Администрация Эвенкийского района, Эвенкийский районный Совет депутатов                                  | Законы об образовании нового субъекта РФ Красноярского края, об административно-территориальных единицах с особым статусом |
| Пермский край      | Коми-Пермяцкий округ                                      | Коми-Пермяцкий автономный округ                | 01.12.2005                             | Министерство по делам Коми-Пермяцкого округа Пермского края | Закон об образовании нового субъекта РФ Пермского края                                                                     |

## Иные административно-территориальные единицы с особым (специальным) статусом
Некоторые федеральные законы, а также конституции, уставы ряда субъектов РФ говорят о возможности существования территорий со специальным статусом. Это могут быть не административно-территориальные единицы, а территории, требующие к себе повышенного внимания. Например, по Уставу Санкт-Петербурга это зоны экономического развития, особо охраняемые природные территории, территории, имеющие историко-культурное значение, и др.
В Красноярском крае предусмотрено образование территорий (административно-территориальных единиц) со специальным статусом, специальных административных округов и зон, согласно Уставу (ст. 32 ч. 5, ч. 7) и закону об административно-территориальном устройстве. В конце 2015 года пгт Диксон был наделён специальным статусом «Населённый пункт воинской доблести». В то же время Эвенкийский и Таймырский Долгано-Ненецкий районы не могут быть преобразованы, согласно специальному закону (ст. 2 ч. 3).
В Калмыкии как административно-территориальное образование с особым статусом выделяется Сити-Чесс.
В составе Дагестана внутри Цунтинского района выделяется административно-территориальное самоуправляемое образование Бежтинский участок.
В составе Москвы выделяются территориальные образования отдельные площадки Рублёво-Архангельское, Конезавод, ВТБ и Сколково, что позволило соблюсти обязательства, установленные законом города Москвы об особенностях организации местного самоуправления на присоединяемых к Москве территориях. Согласно этому закону, все существующие на момент присоединения муниципальные образования сохраняют свои статус и полномочия, какие у них были до присоединения к Москве.
В некоторых регионах Российской Федерации выделяются закрытые административно-территориальные образования (ЗАТО).
С 22 декабря 2020 года пгт Сириус наделён статусом федеральной территории.